# Den Grønne Dag- & Aftenskole
Den Grønne Dag- og Aftenskole er en aftenskole for psykisk sårbare. 
Holdene er på 5-8 mennesker samt underviser, for at sikre den bedste undervisning med plads til alle.

## Den Grønne
Den Grønne Dag- og Aftenskole tilbyder forskellige kurser indenfor grafik, sprog og hverdagens problematikker. Der arbejdes pt på en hjemmeside så der kan komme online booking af kurserne.
Skolen har til mål at skabe et trygt, lærerigt og inspirerende miljø, for mennesker der er psykisk sårbare. Et sted hvor fælles interesser skaber grobund for et spirende fællesskab. 
Undervisningen foregår i små hold (5-8 deltagere), som er specielt tilrettelagt for deltagere med et handicap i forhold til undervisningen i det enkelte emne.
Undervisningen er finansieret af tilskud i henhold til Folkeoplysningsloven samt deltagerbetaling, så folk på kontanthjælp, førtidspension og studerende kan være med. 

## SV-Netværket
SV-Netværket er et uafhængigt socialt og kulturelt samfundsprojekt, der hat til opgave at skaffe mennesker med psykiske og sociale problemer i København og Frederiksberg en meningsfyldt og sammenhængende tilværelse. Der tilbydes udflugter og aktiviteter, der kan inkludere debat foredrag om det aktuelle i samfundet, udflugter til museer eller skønne grønne områder, mad aftener m.m. 
Målet med SV-Netværket er:
- at tilbyde aktiviteter, der kan medvirke til at skabe en struktureret og meningsfuld tilværelse for mennesker, der er eller har været i forbindelse med det psykiatriske system.
- at give brugerne mulighed for at få positive sociale oplevelser
- at etablere sociale netværk og derved styrke den enkeltes selvværdsfølelse og integritet.

Der bliver tilbudt arrangementer hver anden uge, samt film aften hver mandag. 
Hver 3. måned udgiver SV-Netværket i samarbejde med aftenskolen bladet NetOP, med kommende aktiviteter og arrangementer. Pt. udkommer bladet ikke online, men du kan komme forbi aftenskolen og få et blad gratis.

## Skolens og SV-Netværks Historie
Skolen blev oprettet i 1990 af psykiatrisk overlæge  Finn Jørgensen ved Sankt Hans Hospital og læge sekretær Lis Lund Pedersen. Begge havde interesse indenfor socialpsykiatrien og oplevede at patienterne oplevede ensomhed ved udskrivning, de savnede et trygt og stabilt miljø til undervisning og sociale aktiviteter, på deres vilkår. De fortalte at på andre aftenskoler blev der ikke taget hensyn til deres psykiske udfordringer, i form af en stejl læringskurve, koncentrationsbesvær, angst m.m. De savnede et sted der tog hånd om disse udfordringer, forstod dem og tilbød undervisning på deres præmisser.